# حملات أبو ركوة على مصر
حملات أبي ركوة على مصر، أبو ركوة هو الوليد بن هشام الأموي، الذي قاد ثورة كبرى ضد الدولة الفاطمية في مصر بين عامي 395 هـ (1005م) و397 هـ (1007م). وخلال ثورته، خاض عدة معارك وغزوات ناجحة ضد الفاطميين.

## غزو الإسكندرية
بعد أن هزم والي برقة الفاطمي صندل، تقدم أبو ركوة إلى الإسكندرية، حيث دخلها منتصرًا واستولى على ذخائرها وأموالها، مما دفع صندل إلى الفرار نحو القاهرة خوفًا من الزحف الثائر.

## غزو الجيزة
واجه أبو ركوة في الجيزة الجيش الفاطمي بقيادة علي بن فلاح، وتمكن من هزيمته، مما أجبر الحاكم بأمر الله على إرسال تعزيزات عاجلة لمواجهة الزحف.

## معركة كوم شريك
في كوم شريك، التقى جيش أبي ركوة بالجيش الفاطمي بقيادة الفضل بن صالح، وانتهت المعركة بانتصار كبير للثوار. تسبب ذلك في ذعر واسع داخل القاهرة، وهجرة بعض سكانها إلى الشام.

## معركة بتروجة
وقعت هذه المعركة في منطقة بتروجة (شمال دلتا مصر)، وحقق فيها جيش أبي ركوة نصرًا على الفاطميين بقيادة قابل الأرمني، ما مكّنه من السيطرة على عدة مدن جديدة.

## معركة أسقفية
في هذه المواجهة جنوبي مصر، واجه أبو ركوة جيوشًا فاطمية بقيادة ابن طيبون، وانتصر عليهم بعد أن قتل القائد وتم تدمير قواته.

## معركة ذات الحمامة
وقعت هذه المعركة قرب منطقة ذات الحمامة، حيث هزم أبو ركوة الجيش الفاطمي، وأصبح مسيطرًا على أغلب صعيد مصر. تعتبر هذه آخر معركة كبرى قبل انهيار حركته بفعل الخيانة السياسية.

## النهاية
رغم الانتصارات المتتالية، لم تصمد حركة أبي ركوة طويلًا أمام الانقسامات والخيانة. فبعد أن انسحب نحو النوبة، أُلقي القبض عليه هناك وسُلِّم للفاطميين، فأُعدم وصلب في القاهرة سنة 397 هـ.